# Mallersdorf-Pfaffenberg
Mallersdorf-Pfaffenberg település Németországban, azon belül Bajorországban. Lakosainak száma 6963 fő (2023. december 31.).

## Népesség
A település népessége az elmúlt években az alábbi módon változott:
| Lakosok száma | 6120 | 4877 | 6367 | 6361 | 6536 | 6683 | 6849 | 6950 | 7064 | 6963 |
|               | 1970 | 1975 | 2011 | 2012 | 2014 | 2015 | 2017 | 2019 | 2022 | 2023 |